# ولاد السيدة (مسلسل)
ولاد السيدة هو مسلسل تلفزيوني مصري عرض في رمضان 1436/2015 .

## قصة المسلسل
الحاج (مرشدي) هو رجل طيب يقطن بحي السيدة زينب ويمتلك وكالة لبيع الأقمشة متزوج من (روحية) وله ابنان أحدهما رائد الشرطة (محمود) المحبوب من أهل الحي الذي يعمل بالقسم الأقرب له، وفي المقابل نجد شقيقه الأصغر (ماجد) وهو ضابط شرطة أيضا ولكنه ذو شخصية متجبرة في التعامل مع المتهمين ويسعى لتلفيق التهم لهم والتكسب من وظيفته ويتعالى على أهل الحى، ويدور المسلسل في إطار بوليسى وتتوالى الأحداث نتيجة التناقض بين شخصية الضابطين حتى قيام ثورة الخامس والعشرين من يناير.